# Demonax macilentoides
Demonax macilentoides là một loài bọ cánh cứng trong họ Cerambycidae.